# جئون یئو اوک

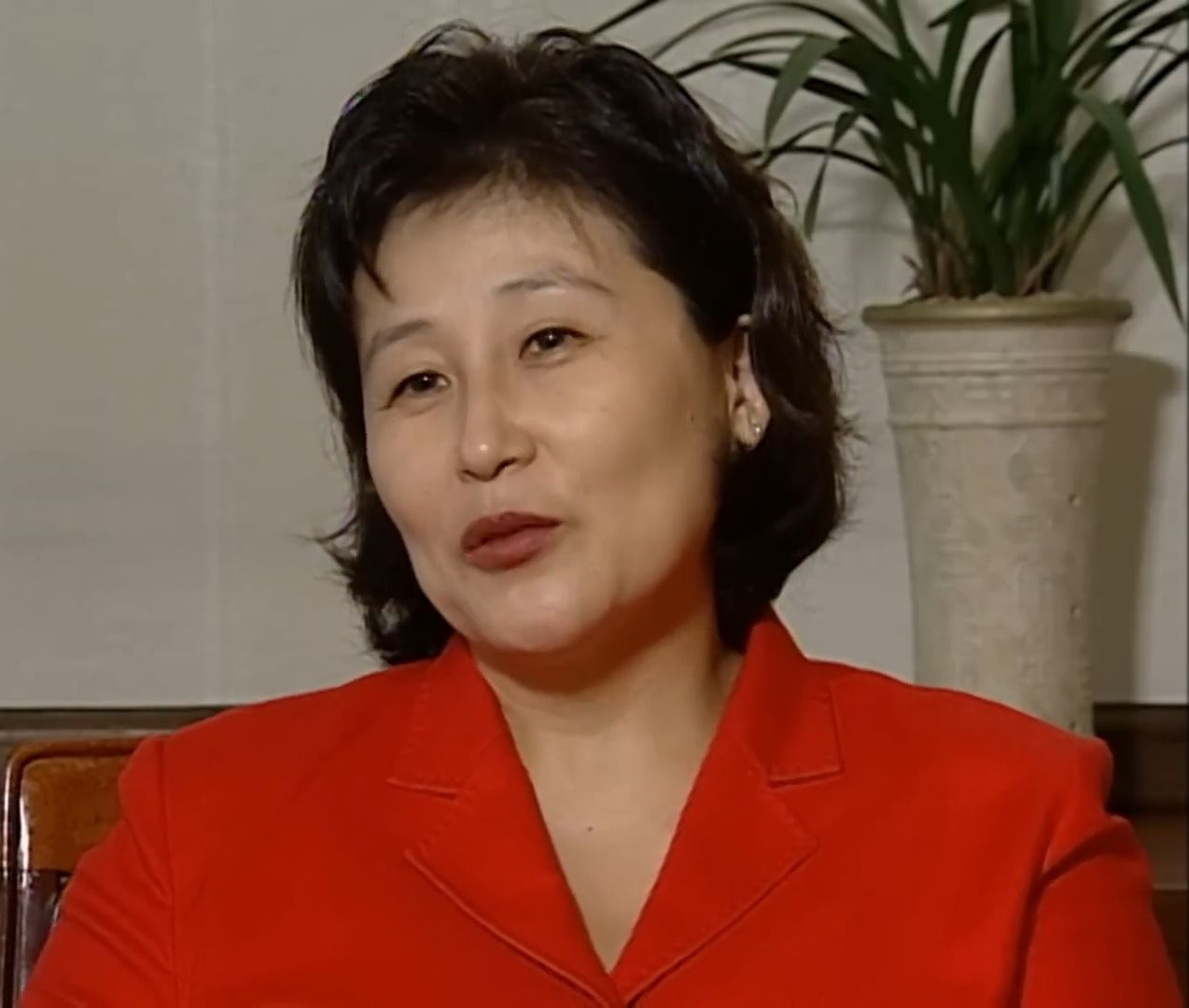
جئون یئو اوک در مصاحبه ای در برنامه MBC "PD Notebook" که در 20 اوت 2002 پخش شد

جئون یئو اوک (Jeon Yeo-ok) (زاده ۹ آوریل ۱۹۵۹) سیاستمدار محافظه‌کار زن اهل کره جنوبی است که از پیشینه روزنامه‌نگاری برخاسته است.
او در طول فرایند نامزدی حزب Saenuri برای انتخابات قانونگذاری ۲۰۱۲ به عنوان یکی از حامیان نزدیک لی میونگ باک نامزد نشد.

## نخبه گرایی دانشگاهی
جئون به دلیل ابراز حمایت از نخبه گرایی آکادمیک معروف بود، زیرا آشکارا با نامزدی رئیس‌جمهور سابق رو مو هیون که از یک مؤسسه عالی فارغ‌التحصیل نشده بود، مخالف بود.